# 米尼爾 (伊利諾伊州)
米尼爾（英語：Minier）是位於美國伊利諾伊州塔茲韋爾縣的一個村落。

## 地理
米尼爾的座標為40°26′04″N 89°18′46″W / 40.43444°N 89.31278°W，而該地最高點為海拔高度194米（即636英尺）。

## 人口
根據2010年美國人口普查的數據，米尼爾的面積為1.77平方千米，當中陸地面積為1.77平方千米，而水域面積為0.00平方千米。當地共有人口1252人，而人口密度為每平方千米707人。